# Connie Francis
Connie Francis, właśc. Concetta Rosa Maria Franconero (ur. 12 grudnia 1937 w Newark, zm. 16 lipca 2025 w Pompano Beach) – amerykańska piosenkarka popowa, kompozytorka, aktorka, artystka estradowa i wydawca.
Absolwentka Arts High School; w wieku 11 lat wystąpiła w serialu Talent Scouts Arthura Godfreya (1948) jako piosenkarka i akordeonistka. Koncertowała w USA, Australii, Nowej Zelandii, Republice Południowej Afryki i Europie. Nagrała wiele płyt w prowadzonym przez siebie wydawnictwie. Występowała w klubach nocnych i na koncertach, przez jakiś czas prowadziła własny program telewizyjny. W 1959 wstąpiła do ASCAP.
W maju 2025 roku piosenka Connie Francis z 1962 roku „Pretty Little Baby”, stała się ponownie popularna na TikToku. Jej piosenka została użyta do wielu trendów przez influencerów.
Zmarła 16 lipca 2025.

## Życie prywatne[3]
Była w związkach małżeńskich z:
- Bob Parkinson (27 czerwca 1985 – 31 marca 1986) (rozwiedziona);
- Joseph Garzilli (16 września 1973 – 1 października 1978) (rozwiedziona, 1 dziecko);
- Izzy Marion (16 stycznia 1971 – 14 lutego 1972) (rozwiedziona);
- Dick Kanellis (15 sierpnia 1964 – 15 listopada 1964) (rozwiedziona).

Ze związku z Josephem Garzillem ma adoptowanego syna Joseph Garzilli Jr. (ur. 1974).

## Albumy
- Who’s Sorry Now? (1958)
- The Exciting Connie Francis (1959)
- My Thanks to You (1959)
- Christmas in My Heart (1959)
- Rock ‘n’ Roll with Connie Francis (1959)
- Rock ‘n’ Roll Million Sellers (1960)
- Italian Favorites (1960)
- Connie’s Greatest Hits (1960)
- Country and Western Golden Hits (1960)
- More Italian Favorites (1960)
- Spanish and Latin American Favorites (1960)
- Connie at the Copa (1961)
- Connie Francis Sings Jewish Favorites
- More Greatest Hits (1961)
- Never on Sunday (1961)
- Songs to a Swingin’ Band (1961)
- Folk Song Favorites (1961)
- Do the Twist (1962)
- Second Hand Love and Other Hits (1962)
- Connie Francis Sings (1962)
- Country Music Connie Style (1962)
- Modern Italian Hits (1963)
- Follow the Boys (1963)
- Award Winning Motion Picture Hits (1963)
- Great American Waltzes (1963)
- Big Hits from Italy (1963)
- The Very Best of Connie Francis (1963)
- Mala Feminmena (1963)
- In the Summer of His Years (1964)
- Looking for Love (1964)
- A New Kind of Connie (1964)
- Connie Francis Sings for Mama (1965)
- When the Boys Meet the Girls (1966)
- Movie Greats of the Sixties (1966)
- Live at the Sahara, Las Vegas (1966)
- Happiness (1967)
- Love Italian Style (1967)
- My Heart Cries for You (1967)
- Connie and Clyde (1968)
- Connie Sings Bacharach & David (1968)
- Hawaii Connie (1968)
- The Wedding Cake (1969)
- Connie Francis Sings Great Country Hits, Volume II (1973)
- 20 All Time Greats (1977)
- Connie Sings the Big Band Hits (1977)
- I’m Me Again: The Silver Anniversary Album (1981)
- The Singles Collection (1993)
- Souvenirs (CD box set) (1996)
- Kissin’, Twistin’ and Going Where the Boys Are (1997)